# تحالف النسر
تحالف النسر هو تحالف بين المؤتمر الوطني الكيني وحزب العمل من أجل الانتخابات العامة الكينية لعام 2013. وكان مرشحه الرئاسي بيتر كينيث، العضو السابق في البرلمان عن دائرة جاتانجا. كان رفيق كينيث في الترشح هو رونالد أوسومبا.